# 布基納航空
布基納航空（Air Burkina）是一家以布基納法索瓦加杜古為基地的航空公司。這是布基納法索的國家航空公司，提供定期航班往一個國內航點（博博迪烏拉索），以及周邊地區：多哥、貝寧、馬里、尼日爾、科特迪瓦和加納。航空公司的樞紐機場為瓦加杜古機場。

## 歷史
布基納航空在1967年3月17日成立，當時的名稱是沃爾塔航空。航空公司是由布基納法索政府、法國航空公司和部分私人公司擁有。當非洲航空在2001年結業後，布基納法索將航空公司私有化，轉讓56%股份給阿加汗經濟基金(AKFED)的屬下IPS財團（阿加汗發展網絡的一部分）。
航空公司的第一架飛機是在1978年購買，是一架巴西航空工業 EMB-110 德蘭特型飛機，在1983年，又增加了一架福克F28型飛機，在1992年，航空公司有一個嚴重的債務問題，公司的赤字達一亿非洲法郎（大約1,500,000歐元）。然而，除著航空公司在2001年私有化，減輕了債務的負擔，以及公司預計每年可有35億非洲法郎（多於5,000,000歐元）的收益。航空公司曾經在2002年有一次大罷工，當時員工要求加薪25%。現在航空公司與馬里航空緊密聯繫，以及與許多航線實行班號共用。

## 目的地

### 非洲
- 貝寧
  - 科托努（柯多努機場）
- 布基納法索
  - 博博迪烏拉索（博博迪烏拉索機場）
  - 瓦加杜古（瓦加杜古機場）
- 科特迪瓦
  - 阿比讓（阿比讓機場）
- 加蓬
  - 利伯維爾（利伯維爾國際機場）
- 加納
  - 阿克拉（科托卡國際機場）
- 馬里
  - 巴馬科（巴馬科國際機場）
- 尼日爾
  - 尼亞美 （迪奧里·哈馬尼國際機場）
- 塞內加爾
  - 達喀爾 （達喀爾－約夫－利奧波德·塞達爾·桑戈爾國際機場）
- 多哥
  - 洛美 （納辛貝·埃亞德馬國際機場）

### 歐洲
- 法國
  - 巴黎 （奧利機場）

## 機隊
布基納航空有以下機隊（2009年7月22日生效）：

## 外部連結
- 航空公司官方網站 （页面存档备份，存于）（法文）
- 航空公司機隊